# Fuchsia insignis
Fuchsia insignis là một loài thực vật có hoa trong họ Anh thảo chiều. Loài này được Hemsl. mô tả khoa học đầu tiên năm 1876.